# Теблеши
Те́блеши — село в Бежецком районе Тверской области. Входит в состав Житищенского сельского поселения. 

## География
Находится в 35 километрах (по прямой) к югу от районного центра Бежецк, в 24 километрах от автодороги «Тверь—Бежецк—Весьегонск—Устюжна» (поворот у села Моркины Горы). Расположено село на обоих берегах реки Теблешка, через которую в центре села имеется мост, соединяющий две его части.

## История
В 1845 году в селе была построена каменная Христорождественская церковь с 5 престолами.
В конце XIX — начале XX века село являлось центром Теблешской волости Бежецкого уезда Тверской губернии. 
С 1929 года село являлось центром Теблешского сельсовета Бежецкого района Бежецкого округа Московской области, с 1935 года — в составе Теблешского района Калининской области, с 1956 года — в составе Бежецкого района, с 2005 года — в составе Житищенского сельского поселения.

## Население
| 1859 | 1887 | 1897 | 1920 | 1997 | 2008 | 2010 |
| ---- | ---- | ---- | ---- | ---- | ---- | ---- |
| 319  | ↗389 | ↗520 | ↗566 | ↘310 | ↘242 | ↘223 |

## Достопримечательности
В селе расположена недействующая Церковь Рождества Христова (1845).